# Henryk Trojanowski
Henryk Trojanowski ps. „Hena” (ur. 3 października 1923 w Wilnie, zm. 17 grudnia 2006 we Wrocławiu) – żołnierz Armii Krajowej, kawaler Orderu Virtuti Militari.
Syn Ludwika i Heleny z d. Stankiewicz.
Od czasu powstania Światowego Związku Żołnierzy Armii Krajowej działał w środowisku Wileńskim Okręgu Wrocławskiego.

## Okres okupacji
Działalność konspiracyjną w AK rozpoczął w październiku 1942 roku. Skierowany został do dzielnicy „B” Śródmieście Garnizonu Dwór AK. Tam przeszedł szkolenie bojowe i dywersyjne.
Od lutego do lipca 1944 roku był żołnierzem 1 Brygady „Juranda”. Uczestniczył we wszystkich akcjach brygady. W lipcu uciekł z transportu internowanych do Miednik partyzantów wileńskich i wrócił do domu.

## Okres powojenny
8 stycznia 1945 roku został aresztowany za działalność niepodległościową. Śledztwo przeciw niemu prowadzono przy ul. Ofiarnej, a  więziony był na Łukiszkach. W marcu został wywieziony do ZSRR do kopalni węgla. Po nieudanej ucieczce i po brutalnym śledztwie został skazany na 5 lat łagru. W 1946 roku ponownie uciekł i dotarł do Wilna. Pod fałszywym nazwiskiem przedostał się do Łodzi. Rozpoczął naukę w Wyższej Szkole Muzycznej w klasie śpiewu. Od 1952 roku pracował jako solista w Państwowej Operze i Operetce Śląskiej, Operze Bytomskiej i Operze Wrocławskiej.

## Odznaczenia
- Srebrny Krzyż Virtuti Militari
- Krzyż Kawalerski Orderu Odrodzenia Polski
- Krzyż Walecznych (dwukrotnie)
- Złoty Krzyż Zasługi
- Srebrny Krzyż Zasługi
- Krzyż Armii Krajowej
- Krzyż Partyzancki